# Allodontichthys hubbsi
Allodontichthys hubbsi är en fiskart som beskrevs av Miller och Uyeno, 1980. Allodontichthys hubbsi ingår i släktet Allodontichthys och familjen Goodeidae. Inga underarter finns listade i Catalogue of Life.